# 横分

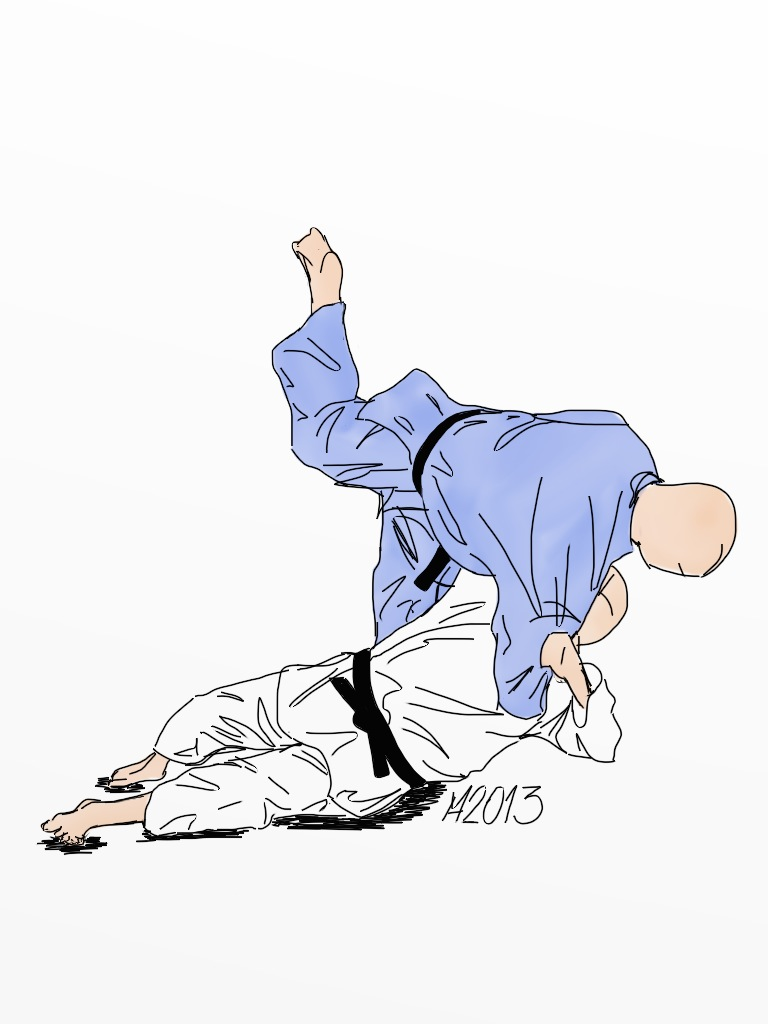
横分のイラスト

横分（よこわかれ）は、柔道の投技で横捨身技の一つ。講道館、国際柔道連盟 (IJF) での正式名。IJF略号YWA。

## 概要
基本形は相手の横に踏み込み、大外の体勢から、体を横に開く様にして、倒れこみながら投げる技。書籍『乱捕活法柔術教科書』での別名横掛（よこがけ）。講道館やIJFの横掛とは異なる技である。
右組の場合、技を仕掛ける側（取）は相手（受）を前または右前隅に崩し、受の正面から外れるほど大きく取の左側に左足・右足の順に踏み込んながら右側に倒れ込み（体を捨てて）、受の前方に投げる。
1926年の柔道の技術書『新式柔道』で金光弥一兵衛は横分について、理論に走り実際に適せぬ技または妙味に乏しい技、だとして掲載を省略した旨、記載する。1982年、講道館柔道の技名称投技が制定されると横分は含まれていた。
イーゲン井上は1996年10月4日、後楽園ホール修斗興業での中井祐樹とのブラジリアン柔術エキシビションマッチで開始早々、この技の基本形を鮮やかに決めた。一部メディアはこの技を「腕返」と少し誤った表現をした。
小外の体勢から、体を横に開く様にして、倒れこみながら投げると浮技になる。

## 変化
柔道家の醍醐敏郎は柔道形の古式の形の夢中（ゆめのうち）、水車（みずぐるま）、車倒（くるまだおれ）、滝落（たきおとし）、車返（くるまがえし）、柳雪（りゅうせつ）、岩波（いわなみ）は真捨身技の横分、身砕(みくだき)、水入(みずいり)は横捨身技の横分の技法が含まれるとしている。

### 腕返
腕返（うでがえし）は取は左手で受の右腋下から右襟もしくは左襟を取り右手で受の右手の袖口付近をつかみ、取は自分の左腕に受の右腕を巻き付けるようにしながら、基本形と同様の足運び・体の捨て方で受を投げる横分。
この時、取の左内肘を支点にして受の右肘関節を取ることができ、関節を極めながら投げた場合は反則ではない大会でも関節技と見なされるため、投技のスコアは入らない。関節を極めながら投げた場合、腕ひしぎ袖返しとも呼ばれる。
講道館ルールでは関節を極めずに投げた場合は投技としてスコアが認められる。講道館の決技には腕返という技名は存在しないため、このスコアの技名は横分となる。
2004年現在、国際ルールでは関節を極めずに腕返はできないと考えられていて反則ではないがスコアは認められない。また、2018年から立ち姿勢の相手への関節技は「指導」以上の反則となった。このままだとすると2018年は全ての腕返は反則ということになる。だが2018年世界柔道選手権大会でルーカス・ロイターは対エストラーダ・マグディエル戦で腕返を2回試み、主審の天野安喜子は2回とも「指導」は出さず1回技ありを宣告をするという国際ルールも上述の講道館ルールと同じように腕返も関節を極めずに投げてる場合があるという考え方になったと思わせる振る舞いをロイターと天野はした。IJFも技名を「横分」とした。グランドスラム・大阪2019でも腕返に技ありのスコアが与えられている。しかし、2020年1月までに、立ち姿勢での腕返は指導の反則、と明確になった。
七大学柔道では反則ではないがスコアは認められない。
連絡技としては倒れて仰向けになった相手の襟を持った釣り手の腕を伸ばし、相手の手首を持った引き手で相手の腕を伸ばし肘関節を極める寝技での腕挫手固がある。
1982年の「講道館柔道の投技の名称」制定に向けて講道館では「腕返投」で新名称の候補に挙がったが関節技ということで、採用されなかった。しかし、1980年4月3日の全日本柔道連盟審判規定研究委員会で関節を極めないでもできるという見解となった。
別名腕返投(うでがえしなげ)、袖車返（そでぐるまがえし）、そで取り返し（そでとりがえし）、袖返し（そでがえし）、腕取り返し（うでとりがえし）、アーム・リバース (arm reverse) 。
試合での実例
- グランドスラム・大阪2019男子90 kg級戦準決勝戦

○ダブラト・ボボノフ（ウズベキスタン）　（2:41 技あり合せて一本 隅落2回）　郭同韓（韓国）×
IJFは隅落としているが、1回目の技ありは実際は横分の変化技腕返である。2020IJFレフェリング・スポーツ・アンド・エデュケーション・セミナーでは「技あり」ではなく立ち姿勢での関節技でボボノフへの指導だとされた。

### 巴分
巴分（ともえわかれ）は相手を手前に押して自らが支えになるようにし、仰向けに倒れる真捨身技。直立の姿勢から左掌を相手の後帯辺りに当て、右手で相手の左袖または左肘を取りながら左手で相手の後腰と左腕を手前に押す。相手が倒れまいと少し相手が足を前に進めた時、仰向けに倒れ相手を真後ろに投げる。横分と同じ理合で行われる。五の形の三本目でもある。横分の基本形と異なり真捨身技である。別名別（わかれ）。

### 分れ
分れ（わかれ）は釣手で相手の腋を掬っての横分。